# Nova Oleksandrivka, Mîronivka
Nova Oleksandrivka (în ucraineană Нова Олександрівка) este un sat în orașul raional Mîronivka din regiunea Kiev, Ucraina.

## Demografie
Componența lingvistică a localității Nova Oleksandrivka
     Ucraineană (96,51%)
     Rusă (3,49%)
Conform recensământului din 2001, majoritatea populației localității Nova Oleksandrivka era vorbitoare de ucraineană (96,51%), existând în minoritate și vorbitori de rusă (3,49%).